# Kalînivka, Korosten
Kalînivka (în ucraineană Калинівка) este localitatea de reședință a comunei Kalînivka din raionul Korosten, regiunea Jîtomîr, Ucraina.

## Demografie
Componența lingvistică a localității Kalînivka
     Ucraineană (100%)
Conform recensământului din 2001, toată populația localității Kalînivka era vorbitoare de ucraineană (100%).